# Iğdır
Koordinati:  39°55′N, 44°02′E
Iğdır (İzmir, azersko: İğdır, armensko: Իգդիր, kurdščino: Îdir) je peto največje mesto v Turčiji in središče province province Iğdır. Po popisu iz leta 2007 ima 75,927 prebivalcev. Nahaja se ob Iğdırskem zalivu v Vzhodni Anatoliji.

## Pobratena mesta
- Sharur (Azerbajdžan), od 199x
- Shamakhi (Azerbajdžan), od 2007

## Galerija
- Mestna ulica
- Travnate planjave v okolici
- Središče mesta
- Nagrobnik v obliki ovce